# Soulier d'or belge 1959
Le Soulier d'or 1959 est un trophée individuel, récompensant le meilleur joueur du championnat de Belgique sur l'ensemble de l'année 1959. Ceci comprend donc à deux demi-saisons, la fin de la saison 1958-1959, de janvier à juin, et le début de la saison 1959-1960, de juillet à décembre.

## Lauréat
Il s'agit de la sixième édition du trophée, remporté par le joueur du Lierse Lucien Olieslagers. Il est élu avec seulement 69 points, soit le plus petit score jamais obtenu par un Soulier d'Or, à peine un an et demi après ses débuts en première division. Là où ses prédécesseurs ont remporté le trophée grâce à leurs performances sous le maillot des Diables Rouges, Olieslagers n'est pas international, et ne le sera jamais. Il est d'ailleurs le seul lauréat du Soulier d'Or à n'avoir jamais défendu les couleurs de son pays. Il devance de neuf points le gardien de La Gantoise et de l'équipe nationale Armand Seghers, Rik Coppens complétant le podium.

## Top 5
| Place | Joueur             | Nationalité | Club(s)              | Points |
| ----- | ------------------ | ----------- | -------------------- | ------ |
| 1.    | Lucien Olieslagers |             | Lierse               | 69     |
| 2.    | Armand Seghers     |             | La Gantoise          | 60     |
| 3.    | Rik Coppens        |             | Beerschot            | 54     |
| 4.    | Martin Lippens     |             | RSC Anderlecht       | 24     |
| 5.    | Paul Van Den Berg  |             | Union Saint-Gilloise | 23     |